# Шулим Галина Богданівна
Гали́на Богда́нівна Шули́м (нар. 20 квітня 1973, м. Тернопіль, Україна) — українська літераторка, дитяча письменниця.

## Життєпис
У 2006 році закінчила Бучацький аграрний коледж. Працює лаборанткою Тернопільської науково-дослідної станції ветеринарної медицини.

## Нагороди
- Лауреатка обласного конкурсу «Жіночі історії» (2007) пам'яті Людмили Овсянної
- Дипломантка Міжнародного літературного конкурсу «Коронація слова» у номінації п'єси для дітей за твір «На галявині та в підземеллі» і «Чотири чарівні перлини», яка з успіхом йде на сцені Хмельницького обласного академічного муздрамтеатру імені М. Старицького (у співавторстві з Богданом Мельничуком стала двічі (2012 і 2013 рр.))
- Лауреатка премії журналу «Літературний Тернопіль» — 2015[1].

## Доробок
Кращі оповідання увійшли до книжки «Жіночі історії» (2008). Авторка збірки «Завітала в гості казка» (2012).